# جروم بوتلین
جروم بوتلین (انگلیسی: Jérôme Bottelin؛ زادهٔ ۳ مهٔ ۱۹۷۸) بازیکن فوتبال اهل فرانسه است که در پست مهاجم بازی می‌کرد.
از باشگاه‌هایی که در آن بازی کرده‌است می‌توان به باشگاه فوتبال نانسی و باشگاه فوتبال والنسین اشاره کرد.